# Ibn al-Labbana
Abu Bakr ibn Isa al-Dani, llamado Ibn al-Labbana ('el hijo de la lechera') fue un poeta andalusí nacido en Benisa (Taifa de Denia) a mediados del siglo XI y fallecido en la Taifa de Mallorca en 1113.
Ibn al-Labbana viajó por todo Al-Ándalus ofreciendo sus servicios como poeta áulico a distintos reyes de taifas. De su primera época data una moaxaja compuesta en honor de Al-Mamún de Toledo. También escribió panegíricos dedicados a los hudíes de Zaragoza y al monarca Mubassir Nasr al-Dawla de Mallorca, donde acabó sus días. Pero sin duda ha pasado a la historia por formar parte de la Academia de poetas de la corte de Al-Mutámid de Sevilla, de la que sólo eran miembros los líricos que habían superado unas difíciles pruebas de destreza en el arte poético. En Sevilla coincidió con Abenamar y Abenzaidún, dos de los mejores poetas de la época. Se ha elogiado la fidelidad de Ibn al-Labbana para con el poeta rey de Sevilla, pues le acompañó al exilio en la cárcel de Agmat (próxima a Marrakech) hasta la muerte de Al-Mutámid en 1090.
Su más célebre composición poética es la casida en la que expresa el dolor por la partida de la corte taifal de Al-Mutámid de Sevilla desde el puerto de Triana al destierro tras la conquista almorávide de la ciudad. El poema refleja el canto del cisne de la refinada cultura de los primeros reinos de taifas:

Todo lo olvidaré menos aquella madrugada junto al Guadalquivir, cuando estaban en las naves como muertos en sus fosas.
Las gentes se agolpaban en las dos orillas, mirando cómo flotaban aquellas perlas sobre las espumas del río (...)